# C4ISR
| Sigles de 2 caractères   |
| Sigles de 3 caractères   |
| Sigles de 4 caractères   |
| ► Sigles de 5 caractères |
| Sigles de 6 caractères   |
| Sigles de 7 caractères   |
| Sigles de 8 caractères   |

C4ISR est un sigle utilisé pour représenter un ensemble de fonctions militaires définies par C4 (Computerized Command, Control, Communications en 2007, anciennement Command, Control, Communications, Computers), I (Intelligence — renseignement militaire) et S (Surveillance), R (Reconnaissance), quelquefois complété par TAR (Target Acquisition and Reconnaissance) en vue de permettre la coordination des opérations.
C4ISR (C4ISTAR) et le vocabulaire qui l'accompagne peut être utilisé pour se référer à l'infrastructure, le rôle d'individus ou d'unités militaires, ou les procédures employées.
C4ISR est implémenté à travers un cadre d'architecture appélé DoDAF (Department of Defense Architectural Framework).

## Cadre d'architecture
DoDAF est l'implémentation choisie par le département de la Défense des États-Unis pour parvenir à la conformité par rapport au Clinger-Cohen Act (en) (1996) et aux circulaires A-11 et A-130 de l'Office of Management and Budget des États-Unis.
Il est administré par le groupe de travail DoDAF du sous-secrétaire de la Défense pour la Business Transformation'. DoDAF était auparavant appelé C4ISR (Command, Control, Communications, Computers, Intelligence, Surveillance and Reconnaissance) AF. D'autres cadres dérivés basés sur DoDAF sont le Cadre d'architecture de l'OTAN (NAF) et le cadre d'architecture du ministère de la Défense du Royaume-Uni (MODAF).
Le cadre d'architecture du département de la Défense (Department of Defense Architectural Framework, DoDAF) est un cadre pour le développement d'une architecture de systèmes ou architecture d'entreprise. Il est nécessaire de prendre en compte toutes les armes majeures du département de la défense (DoD) du gouvernement des États-Unis et les approvisionnements de systèmes de technologie de l'information pour développer une architecture d'entreprise (EA) et de documenter cette architecture en utilisant l'ensemble des vues prescrites dans le DoDAF.

## Utilisation pour des applications intégrées interopérables complexes
Alors qu'il est clairement destiné à des systèmes militaires, il a de larges possibilités d'application dans le secteur privé, le secteur public, et de volontariat à travers le monde, et représente seulement l'un des nombreux cadres d'architectures de systèmes.
Il est spécialement adapté aux grands systèmes avec une intégration complexe et des défis d'interopérabilité, et est apparemment unique dans son utilisation de « vues operationnelles » qui détaillent le domaine opérationnel du client externe dans lequel le système en développement va opérer (ref. Zachman framework).

## Relation avec les applications réseau-centré
C4ISR emploie des concepts de systèmes d'informations nouveaux[réf. nécessaire]. Ces concepts permettent la mise en réseau de l'ensemble des ressources informatiques, afin de faire communiquer les systèmes d'acquisition de la cible, et les systèmes d'armes, en employant des capacités de transmission des données. Ce concept est appelé Network Centric Warfare (NCW) (guerre réseau centré, ou guerre en réseau) et a trouvé une extension dans les entreprises.

## Description du cadre d'architecture
Le cadre d’architecture DoDAF est assez voisin de celui du ministère de la Défense du Royaume-Uni.
Les vues du cadre d'architecture (Department of Defense Architectural Framework) sont organisées en quatre ensemble de vues fondamentales : supervision de toutes les vues (All View, AV), vue opérationnelle (Operational View, OV), vue systèmes (Systems View, SV), et vue des standards techniques (Technical Standards View, TV). On n'emploie habituellement qu'un sous-ensemble de l'ensemble pour chaque développement de système.

## Source
- (en) Cet article est partiellement ou en totalité issu de l’article de Wikipédia en anglais intitulé « C4ISR » (voir la liste des auteurs).